# Холидеј Сити-Беркли (Њу Џерзи)
Холидеј Сити-Беркли (енгл. Holiday City-Berkeley) насељено је место без административног статуса у америчкој савезној држави Њу Џерзи.

## Демографија
По попису из 2010. године број становника је 12.831, што је 1.053 (-7,6%) становника мање него 2000. године.
| Група             | 2000.          | 2010.          |
| Белци             | 13.608 (98,0%) | 12.287 (95,8%) |
| Афроамериканци    | 53 (0,4%)      | 92 (0,7%)      |
| Азијати           | 31 (0,2%)      | 93 (0,7%)      |
| Хиспаноамериканци | 151 (1,1%)     | 308 (2,4%)     |
| Укупно            | 13.884         | 12.831         |